# ヴィルヘルム・フリードリヒ・エルンスト・バッハ

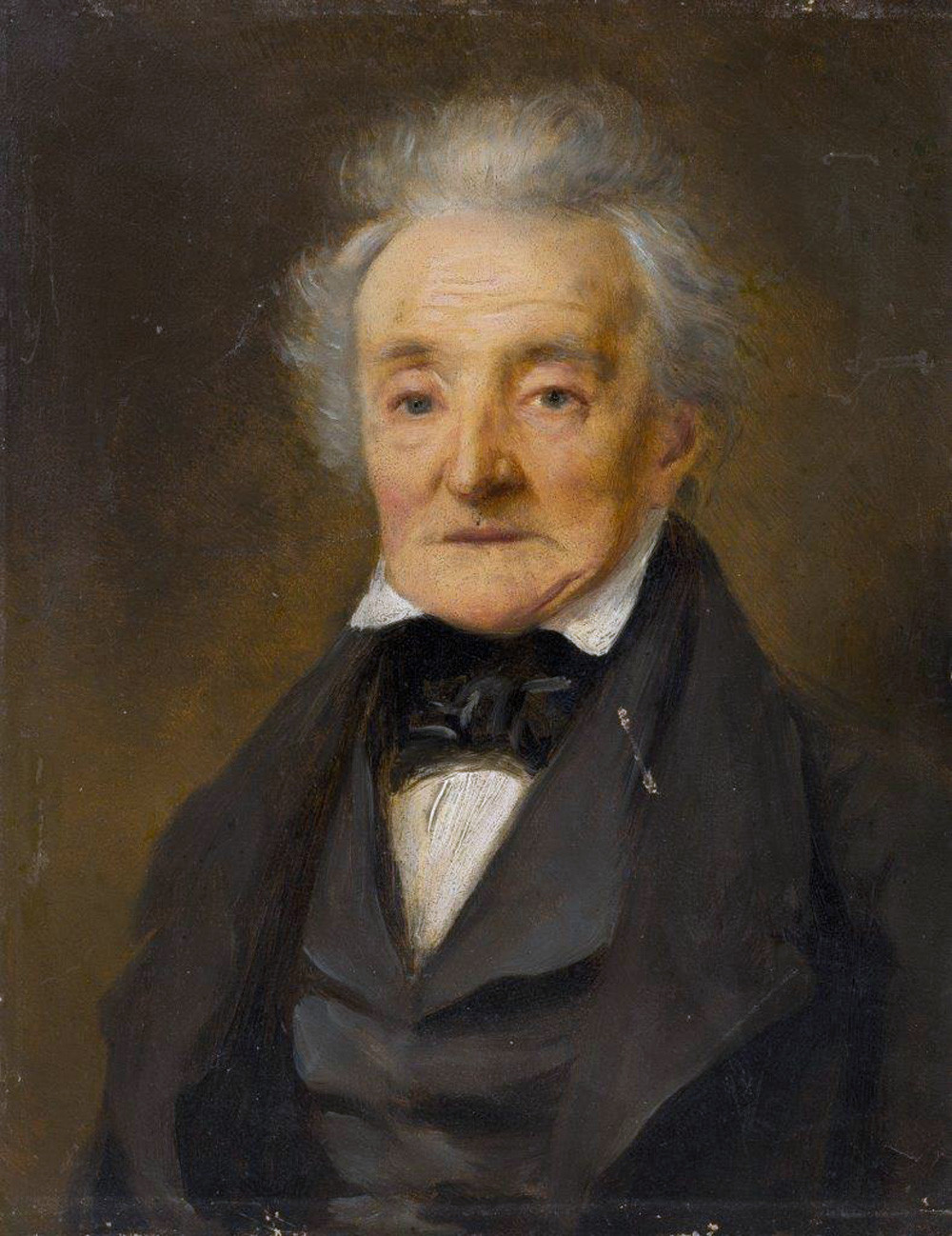
W.F.E.バッハ（1843年ごろ）

ヴィルヘルム・フリードリヒ・エルンスト・バッハ (Wilhelm Friedrich Ernst Bach, 1759年5月27日 ビュッケブルク - 1845年12月25日 ベルリン）はドイツの音楽家。音楽一族バッハ家出身で、著名な音楽家ヨハン・ゼバスティアン・バッハの孫。バッハ直系最後の作曲家。父親はヨハン・クリストフ・フリードリヒ・バッハ, プロイセン国王フリードリヒ・ヴィルヘルム2世の宮廷楽長を務めた。「世襲は発想を摩り減らす」との言葉を残したという。
1778年に父に連れられ、ロンドンに叔父ヨハン・クリスティアン・バッハを訪ね、その指導を受けピアニストやピアノ教師として名を揚げる。1782年に叔父が亡くなると、パリやオランダに移住し、最終的にミンデンの楽長に就任。1789年にプロイセン国王フリードリヒ・ヴィルヘルム2世にベルリンに招かれ、王妃フリーデリケのチェンバロ教師となる。王妃の死後、1805年にフリードリヒ・ヴィルヘルム3世妃ルイーゼの宮廷楽長ならびに王妃付チェンバロ奏者および王太子（後のフリードリヒ・ヴィルヘルム4世）の音楽教師に就任。1811年にすべての公職を退く。
作品としては、3つのピアノ協奏曲、2台ピアノのための協奏曲、6手のためのピアノ曲、2つの交響曲、2つの管弦楽組曲、歌曲、カンタータなどがある。作曲家として叔父や父親を通じてモーツァルトやハイドンの影響を受けた。
エルンストは長命であり、1843年にライプツィヒでヨハン・ゼバスティアン・バッハ像の除幕を記念する式典の参加者でもあった。
遺体はベルリン中部の第2ゾフィー墓地に埋葬されている。